# ツルナウ
ツルナウ (Thurnau) は、ドイツ連邦共和国バイエルン州オーバーフランケン行政管区クルムバッハ郡の市場町で、アウトバーンA70沿い、クルムバッハ＝バイロイト＝バンベルク三都市の描く三角形の中央、フレンキシェ・シュヴァイツ地方に位置する。

## 地理

### 自治体の構成
この町は、公式には44の地区 (Ort) からなる。このうち小集落や孤立農場などを除く集落を以下に列記する。
| - アラドルフ - ベルンドルフ - ファルマイステーライ - ファルケンドルフ - フッチュドルフ - ケメリッツ - ランツェンロイト - レーザウ | - リンマースドルフ - ローヒャウ - メンヒャウ - ロットラースロイト - タンフェルト - ツルナウ - トルムスドルフ |

## 歴史
ツルナウは、騎士フェルチュ家の本拠地であった。封建制度上の領主は1292年以降バンベルク司教であった。
フェルチュ家が断絶した1551年からは、ゲオルク・フォン・ギーヒとハンス・ゲオルク・フォン・キュンスベルクが権利継承者となった。領主のギーヒ伯とキュンスベルク伯は、1796年にプロイセンの陪臣とされた。プロイセンのバイロイト侯領の一部となったツルナウは、1807年のティルジットの和約によってフランス領となり、1810年にバイエルン王国領となった。
バイエルン王国の行政改革に伴う1818年の自治体令により、現在の自治体が形成された。

## 文化と見所
聖ラウレンティウス教会と橋でつながり、堀や陶器博物館を備えたツルナウ城がそびえる、歴史的な中心街をもつツルナウは日帰り旅行の人気スポットである。
聖ラウレンティウス教会は、漆喰壁が印象的な建物だが、エリーザ・レンツの手による貴賓席と祭壇は、それだけでも訪れる価値がある。
ツルナウ城は、フランケン地方で最も大きな城館の一つである。7つの棟の一番古い部分は、13世紀にフェルチュ騎士家の一門によって建造された。7番目の最後の部分であるカール＝マクシミリアン棟は1731年に完成した。現在は魅力的な会議ホテルやバイロイト大学の音楽演劇研究所が城内にある。
ラートハウス（議会場）は、1751年頃に建てられたキュンスベルク伯の宮廷で、1986年から1988年に改築された。
ツルナウは陶器の町として知られている。ツルナウの陶器作りの歴史は、14世紀にまでさかのぼる。年に4回開催される陶器市では近隣の品物のほか、全ヨーロッパ中からの商品が扱われる。

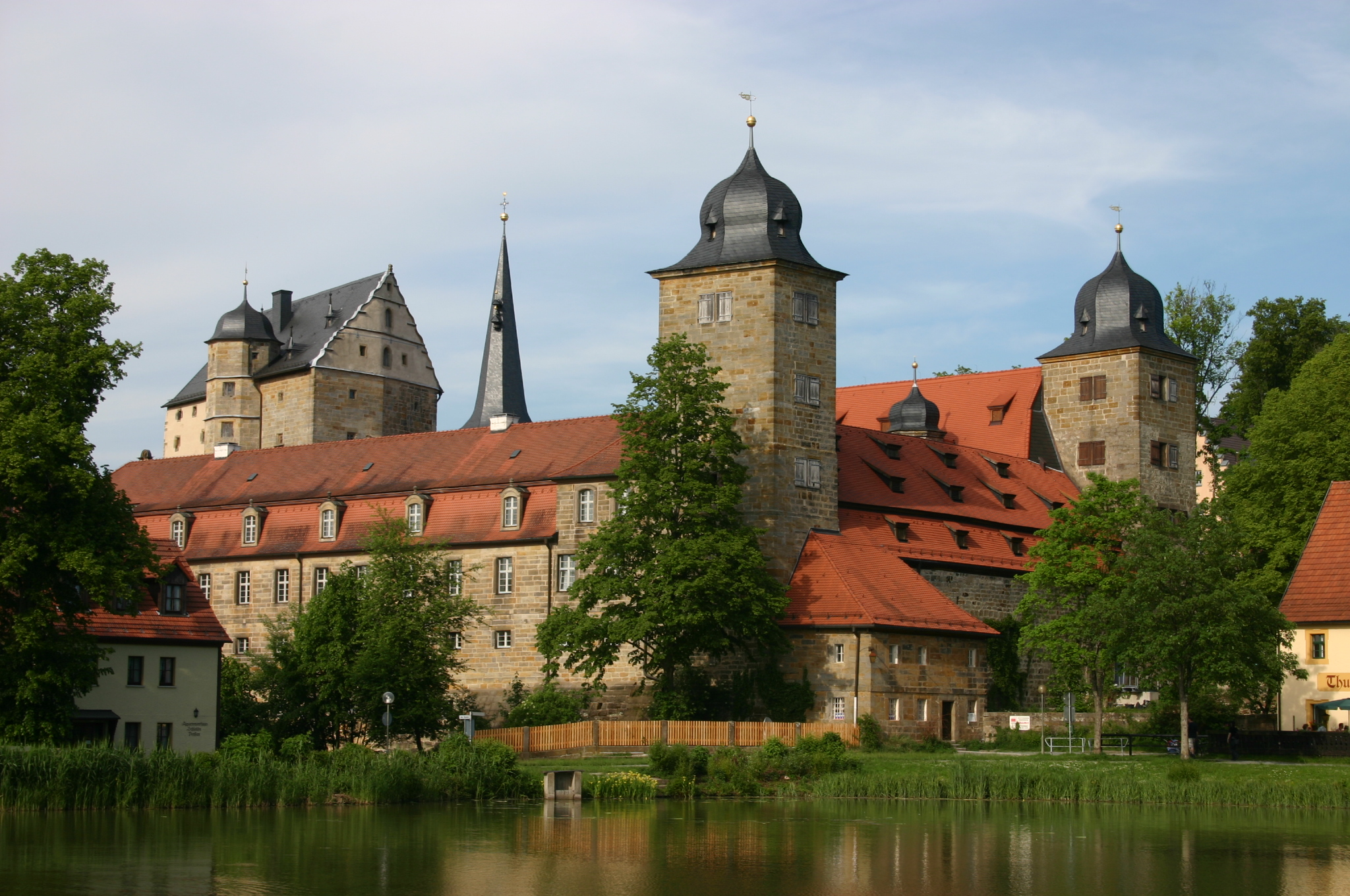
ツルナウ城
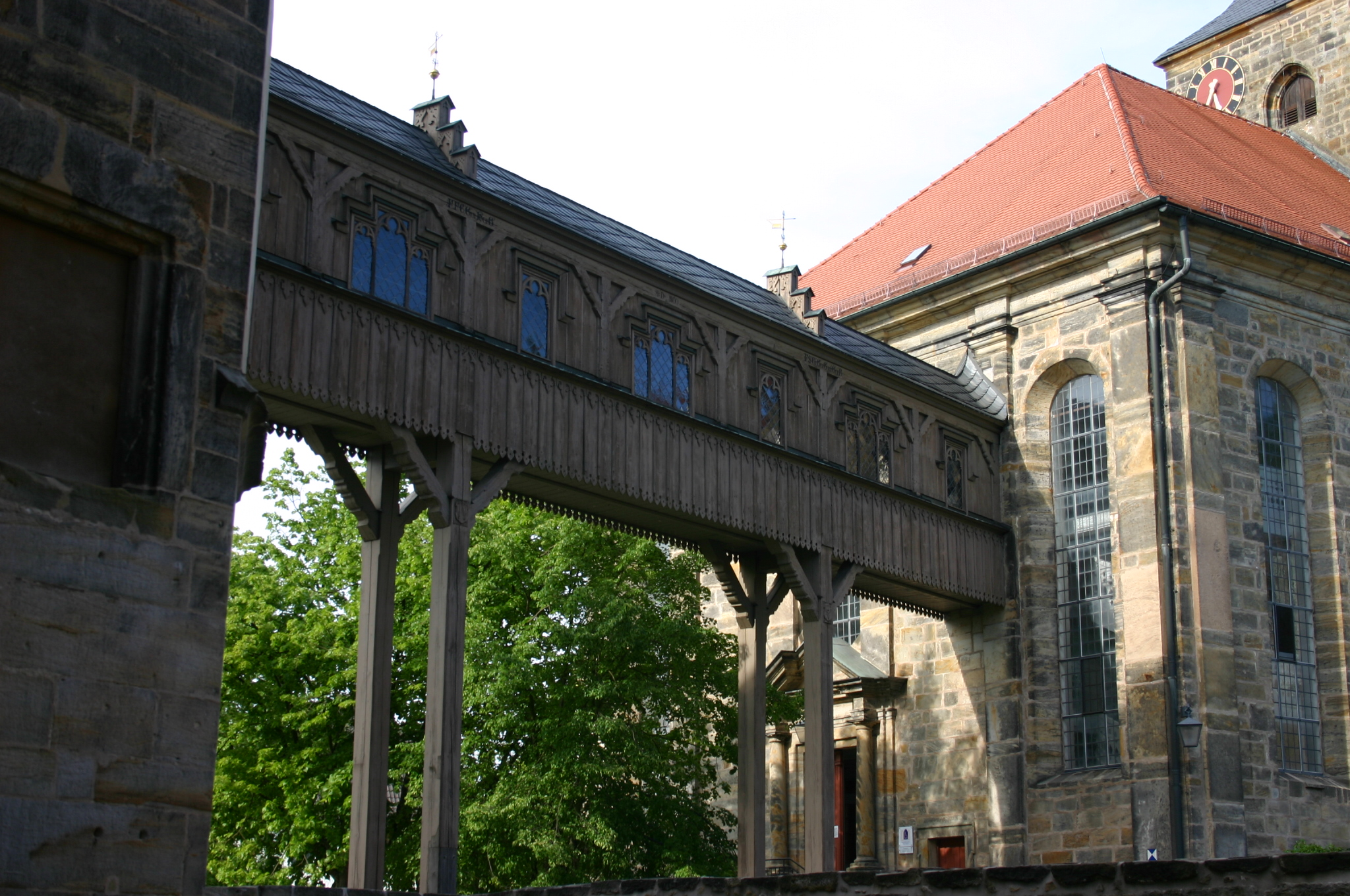
聖ラウレンティウス教会とツルナウ城を結ぶ橋
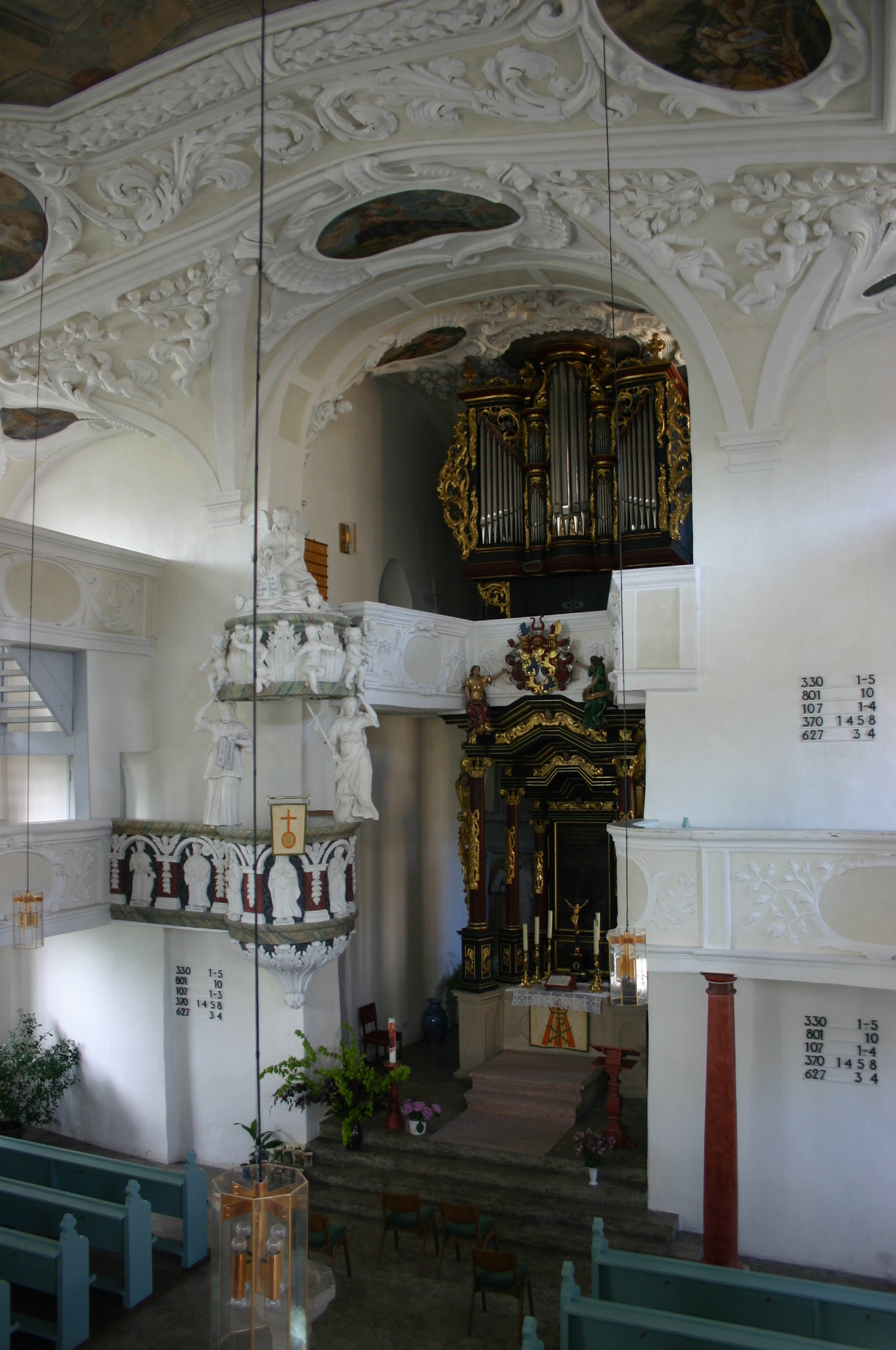
聖ラウレンティウス教会祭壇

## 友好都市
- ポジターノ（イタリア） 2000年4月1日から

## ドイチュラントフンクの中波送信所
1980年以降、ツルナウ近郊にドイチュラントフンクの中波送信所が置かれている。このドイツテレコムが運営する送信所は、送信周波数が549kHz、送信出力が100kW（1990年代半ばまでは200kWだった）で、ドイチュラントフンクの番組を発信している。この送信所が使っている送信アンテナは、240mの高さがある。

## 人物

### 出身者
- クリスチャン・バルトロメー（1855年 - 1925年）言語学者、東洋学者
- カール・フォン・リンデ（1842年 - 1934年）エンジニア